# Planungsinformationssystem
Ein Planungsinformationssystem (PLIS) dient der Speicherung, Verarbeitung, Pflege, Analyse, Benutzung, Verbreitung, Disposition, Übertragung und Anzeige von Informationen.
Begrifflich wird für den weiten Bereich der Informationssysteme eine fachliche Schwerpunktsetzung vorgenommen: anwendungsseitig wird vorzugsweise in
- Umweltinformationssysteme,
- Bodeninformationssysteme und
- Planungsinformationssysteme

unterschieden, wobei eine derartige Auflistung keinerlei Anspruch auf Vollständigkeit erheben kann.

## Raumbezogene Planungsinformationssysteme für die Flächennutzungsplanung
Zu den wenigen gängigen praktischen Anwendungen für Planungsinformationssysteme, die es gibt, zählen „raumbezogene Planungsinformationssysteme für die Flächennutzungsplanung“ in Städten und Gemeinden.
Die Raumordnung ist der gemeindlichen Bauleitplanung, bestehend aus dem Flächennutzungsplan als vorbereitendem Bauleitplan und dem Bebauungsplan als verbindlichem Bauleitplan, vorgelagert. Die Bauleitplanung hat die Ziele der Raumordnung zu beachten (§ 4 Abs. 1 Raumordnungsgesetz (ROG)) und die Grundsätze im Rahmen ihrer planerischen Erwägungen und Abwägungen zu berücksichtigen (§ 4 Abs. 2 ROG) sowie sich gemäß § 1 Abs. 4 Baugesetzbuch (BauGB) den Zielen der Raumordnung anzupassen. Die Ebenen der Raumplanung gewinnen mit zunehmender Kleinräumigkeit an inhaltlicher Konkretisierung. Ziele und Grundsätze der Raumordnung werden, von den Landesraumordnungsprogrammen und Landesentwicklungsplänen ausgehend, in Regionalplänen, Gebietsentwicklungsplänen, regionalen Raumordnungsprogrammen  bzw. regionalen  Flächennutzungsplänen  räumlich  und inhaltlich weiter konkretisiert. Auf die regionale Flächennutzung heruntergebrochen, werden raumbezogene Planungsinformationssysteme zur Unterstützung der Planungsvorgänge seitens der zuständigen Ämter eingesetzt.